# António Madeira Santos
António Madeira Santos (Vila Nova de Cacela, 22 de Agosto de 1925  - Tavira, 22 de Agosto de 2014) foi um poeta e ficcionista português. 

Nasceu em Vila Nova de Cacela em 22 de Agosto de 1925  e faleceu em Tavira a 22 de Agosto de 2014. Personagem excêntrica, a sua obra de ficção, apresenta influências do surrealismo. Tem publicadas as ficções: A Cidade dos Coxos e a Mulher de Sal e, em poemas: O Pretérito de Ser e Motivo Vida. Deixou ainda vasta obra não publicada. A condição humana e a vida interior dos personagens que cria, alguns dos quais nunca chegam a sair da sua imaginação, leva a que durante algum tempo se dedique à parapsicologia como forma de construção desses fantasmas nihil privativum. Em a Cidade dos Coxos, uma comunidade exótica de personagens psicóticas persegue um objectivo residual indivisível e inalcançável, a construção de um buraco sem fundo. Em a Mulher de Sal procura distinguir uma abertura nova na sua linguagem, mantendo no entanto uma forte componente simbólica e psicossocial inscrita nas suas próprias preocupações.
Na Direcção-Geral do Livro e das Bibliotecas poderá encontrar mais sobre este autor https://web.archive.org/web/20160303212749/http://www.dglb.pt/sites/DGLB/Portugues/autores/Paginas/PesquisaAutores1.aspx?AutorId=8416

## Obras
- Poeira luminosa (1935)
- O Pretérito de Ser (1963)
- Motivo Vida ( 1965 )
- A Cidade dos Coxos (1972)
- A Mulher de Sal (1974)